# Séné (plante)
Senna alexandrina
Pour les articles homonymes, voir Séné.
Espèce
Le séné (Senna alexandrina) est une espèce de petits arbustes de la famille des Caesalpiniaceae, ou des Fabaceae, sous-famille des Caesalpinioideae, selon la classification phylogénétique. Elle est principalement connue et utilisée pour son effet laxatif.

## Utilisation
Il est utilisé comme plante médicinale. Il était un constituant du catholicum simple de la pharmacopée maritime occidentale au XVIIIe siècle.
C'est une petite plante buissonnante, d'environ 60 cm de haut, avec une tige verticale vert pâle et de longues branches étalées portant quatre ou cinq paires de feuilles. Les fleurs sont petites et jaunes, les gousses allongées contiennent environ six graines.
Le mot séné est d'origine arabe et la plante est surtout cultivée en Nubie. Les plants sont coupés deux fois par an, séchés au soleil, écossés et envoyés à dos de chameau à Assouan et Darau puis le long du Nil jusqu'au Caire ou jusqu'aux ports de la mer Rouge.
Il est utilisé comme purgatif, proche de l'aloès et de la rhubarbe dont les principes actifs sont des dérivés naturels de l'anthraquinone qui augmentent les mouvements péristaltiques du côlon (Voir aussi glycoside).
L'anthraquinone est utilisé comme laxatif à partir d'un seuil de 30 mg à 36 mg par jour. Les dérivés naturels (glucosides d’anthraquinone) se transforment dans le côlon en sennosides. Ces derniers sont hydrophiles et réduisent l’absorption de l’eau en vue d’avoir un bol fécal fluide. Ils évitent par conséquent la formation de selles grumeleuses à partir du seuil de 30 mg à 36 mg par jour. Au-delà de ce seuil, les selles tendent à devenir très molles ou liquides.
Les sennosides et les glucosides d'anthraquinone sont présents dans les gousses et les feuilles du séné, le rhizome de la rhubarbe, la bourdaine, le cascara et notamment l'aloès.

## Stimulation du transit intestinal
Les sennosides présents dans le séné vont induire une amélioration du péristaltisme par deux phénomènes différents :
- d’une part, les sennosides, une fois arrivés dans le côlon vont être scindés en rhéine par l'action de la flore intestinale[2]. Cette rhéine ainsi formée va induire une libération plus prononcée de sérotonine/histamine qui aura comme conséquence une stimulation de l’activité de prostaglandine E2. Cette dernière, à son tour, va stimuler les contractions musculaires péristaltiques ;
- d’autre part, les sennosides augmentent l’activité de l’enzyme oxyde nitrique synthase constitutivement exprimé[3]. Ces enzymes sont responsables de la production de monoxyde d'azote (NO) à partir de la L-arginine. Très labile, le NO diffuse vers les couches musculaires où il provoque une relaxation des cellules musculaires lisses en augmentant le taux intracellulaire de GMP cyclique (GMPc)[4]. En plus de l’amélioration de la contraction musculaire du péristaltisme, il y aura donc également une amélioration du relâchement musculaire après contraction. Cela augmente encore la vitesse de progression du bol alimentaire par l’augmentation des amplitudes des contractions péristaltiques[5],[6].

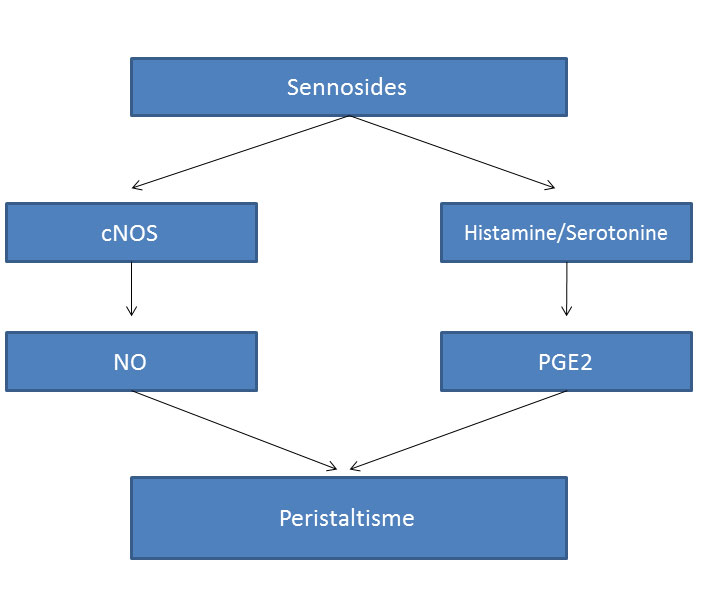
Les sennosides présent dans le séné vont induire une amélioration du péristaltisme en augmentant la sécrétion de prostaglandine E2 mais également le relâchement des muscles lisses intestinaux par la production de NO.

## Sécurité d'utilisation
De multiples études sont également effectuées pour élucider la pharmacodynamie ainsi que pour définir le niveau maximum acceptable pour les humains chez les adultes normaux ainsi que dans des cas plus spécifiques tels que la grossesse et les personnes âgées. Il a été clairement démontré chez l'homme, et ceci parmi le groupe le plus sensible à la perte de potassium, à savoir les personnes âgées, que même l'utilisation à long terme d'une dose normale d’anthraquinone (sennosides équivalent à 20 mg/jour pendant 6 mois) n'a provoqué aucun changement dans le pool de potassium échangeable,. Ces résultats démontrent qu’il n’y a aucun risque de perte d’électrolyte accrue lors de l'utilisation à des doses normales de compléments alimentaires contenant des dérivés anthracéniques.
Le profil d'effets indésirables des laxatifs stimulants est constitué de :
- troubles digestifs : nausées, vomissements, douleurs et crampes abdominales, irritations intestinales, proctites, rectorragies, perforations du côlon parfois mortelles, péritonites, mélanoses coliques, atonies coliques, cancers coliques
- hépatites, insuffisances hépatiques,
- colorations jaune ou rouge des urines
- réaction d'hypersensibilité
- inflammation de la muqueuse colique
- addition d'effets hypokéliémiant : baisse du potassium si associé à un autre médicament hypokaliémiant. L'hypokaliémie peut être mortelle par trouble du rythme ventriculaire.

## Synonymes
- Cassia acutifolia Delile
- Cassia angustifolia Vahl
- Cassia lanceolata Forssk.
- Cassia senna L.